# Valeriano Zanazzi
Valeriano Zanazzi, né le 13 juillet 1926 à Marcaria en Lombardie et mort le 3 avril 2004 à Milan, est un coureur cycliste italien, professionnel de 1946 à 1951. Ses frères Renzo (1924-2014) et Mario (1928) furent aussi coureurs professionnels.

## Palmarès
- 1944
  - 2e du championnat d'Italie de cyclo-cross
- 1946
  - 3e de la Coppa d'Inverno
  - 8e du Milan-San Remo
- 1950
  - 3e du Grand Prix de San Gottardo

## Résultats sur les grands tours

### Tour d'Italie
5 participations
- 1946 : 39e
- 1947 : 46e
- 1948 : 40e
- 1949 : 51e
- 1950 : 68e